# Juan Carlos López (Radsportler)

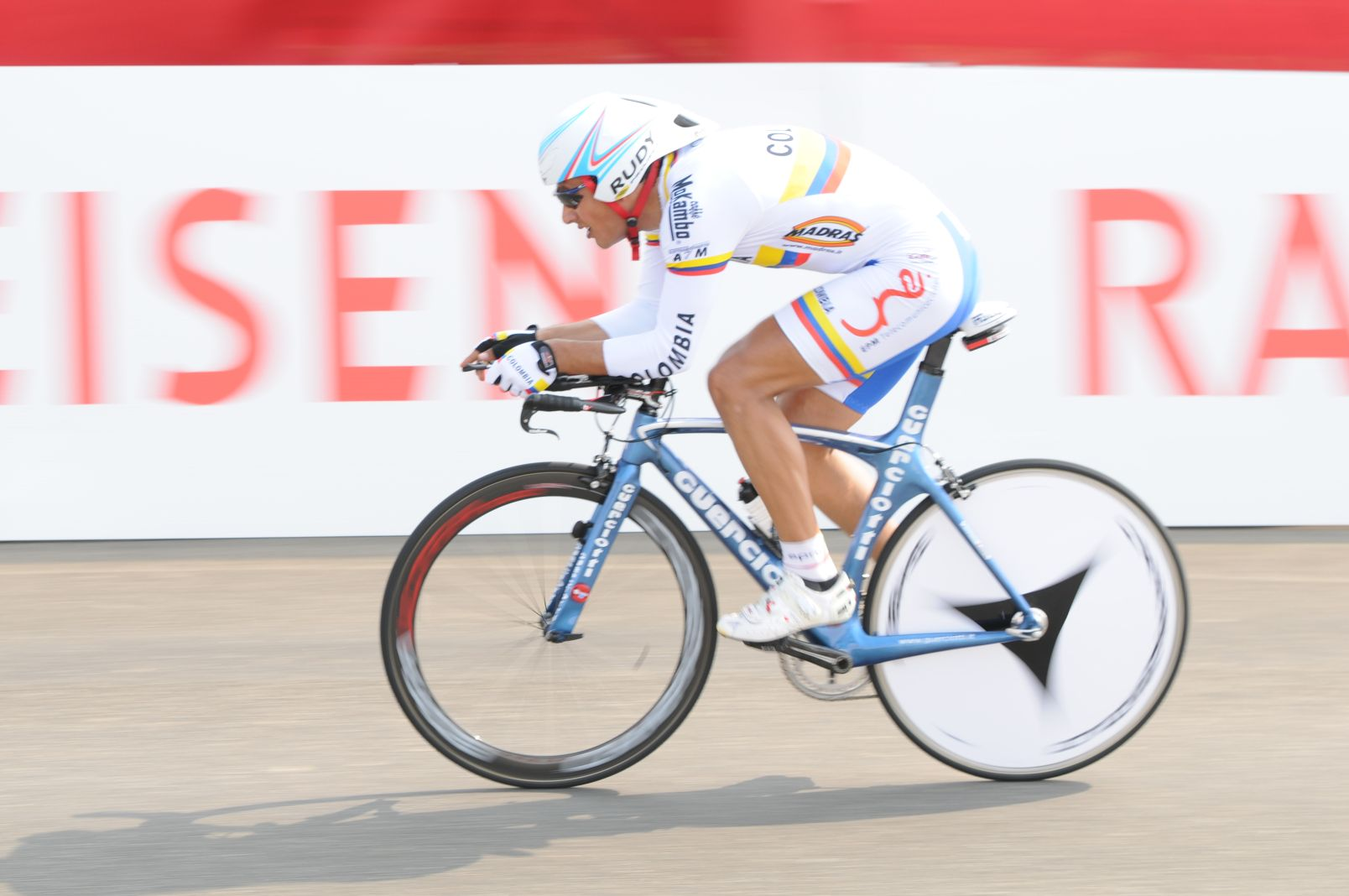
Juan Carlos López bei der Weltmeisterschaft 2009 in Mendrisio

Juan Carlos López Marín (* 24. April 1981 in Rionegro, Antioquia) ist ein kolumbianischer Straßenradrennfahrer.
Juan Carlos López wurde 2003 kolumbianischer Meister im Straßenrennen der U23-Klasse. Außerdem gewann er zwei Etappen bei der Vuelta de la Juventud Colombia, wo er auch die Gesamtwertung für sich entschied. Im nächsten Jahr wurde er Erster der Gesamtwertung bei der Vuelta a Extremadura und 2005 gewann er eine Etappe bei der Vuelta a Palencia. Ende der Saison 2005 fuhr López für das spanische UCI ProTeam Saunier Duval-Prodir als Stagiaire und im folgenden Jahr wurde er Profi bei dem Continental Team Grupo Nicolás Mateos. 2007 wurde er Erster der Gesamtwertung beim Clásica de Fusagasugá und er gewann die zweite Etappe des Clásica Marinilla. Beim Clásica de Guarné gewann er eine Etappe und konnte so auch die Gesamtwertung für sich entscheiden. In der Saison 2008 gewann López jeweils eine Etappe beim Clásica Nacional Marco Fidel Suárez und beim Clásico RCN.

## Erfolge
2003
- Kolumbianischer Meister – Straßenrennen (U23)

2004
- Gesamtwertung Vuelta a Extremadura

2009
- Panamerikameister – Einzelzeitfahren

2010
- Mannschaftszeitfahren Vuelta a Colombia

## Teams
- 2005 Saunier Duval-Prodir (Stagiaire)
- 2006 Grupo Nicolás Mateos
- 2007 UNE-Orbitel
- 2010 Ind Ant-Idea-Fla-Lot De Medellín